# Karl Petander
 Karl Timoteus  Petander, född 9 maj 1883 i Göteborgs domkyrkoförsamling, Göteborg, död 9 november 1974 i Uppsala domkyrkoförsamling, Uppsala
, var en svensk pedagog och under 29 år rektor för Jakobsbergs folkhögskola. Han var bror till David Petander och svåger till J.A. Eklund.
Fadern var skräddarmästare i Göteborg och dog när Karl Petander var mycket ung. Familjen var djupt religiös och bland umgänget fanns både missionären Peter Fjellstedt och nykterhetsrörelsens Peter Wieselgren.
De akademiska studierna påbörjades i Uppsala, där han var mycket aktiv i den ungkyrkliga rörelsen. Han studerade historia för professorn Harald Hjärne och deltog aktivt i studentföreningen Heimdal samt medverkade i de "korståg" kristna studenter i olika delar av landet genomförde för att föra ut kyrkan och dess budskap till hela folket. Hans huvudämne kom dock att bli nationalekonomi. Petander var den förste som disputerade i detta ämne vid Stockholms högskola, vilket ledde till att han blev docent i ekonomisk historia. Men trots möjligheterna till fortsatt akademisk karriär valde Karl Petander något helt annat. Han var sedan 1910 gift med Ingrid och båda blev lärare vid Birkagårdens folkhögskola, som startats av Natanael Beskow och Ebba Pauli för att skapa en plats för utbildning och möten  för storstadens människor. 
Karl Petanders livsverk var Jakobsbergs folkhögskola. Han grundade skolan 36 år gammal tillsammans med sin första hustru Ingrid Petander och lämnade den vid 65 års ålder. Han var under tiden 1919-1948 skolans rektor. Under andra världskriget blev Jakobsbergs folkhögskola något av ett centrum för nordiskt samarbete. Till detta bidrog i hög grad Petanders andra hustru Signe Svanöe, som var från Norge. Petander var den drivande kraften i föreningen Nordens frihet, som bildats 1939 för att aktivt verka för hjälp till Finland efter Sovjetunionens anfallskrig. Han var en varm anhängare av tanken på en nordisk förbundsstat.
Efter pensioneringen fortsatte Karl Petander som forskare och författare.